# Großstübing
Großstübing ist eine Katastralgemeinde und ein Ortsteil der Marktgemeinde Deutschfeistritz mit 351 Einwohnern (Stand: 1. Jänner 2024) in der Steiermark im Bezirk Graz-Umgebung. Bis zum 1. Jänner 2015 war Großstübing eine eigenständige Gemeinde und wurde im Rahmen der steiermärkischen Gemeindestrukturreform mit der Gemeinde Deutschfeistritz zusammengeschlossen.

## Geografie

### Geografische Lage
Großstübing liegt circa 20 km nordwestlich der Landeshauptstadt Graz im Stübinggraben, einem Seitental des Murtales. Die Gemeinde ist umgeben von einigen Bergen über 1000 m Höhe: der Mühlbacher Kogel (1050 m) im Südosten sowie der Bamederkogel (1160 m), der Schererkogel (1208 m) und der Pammeggkogel (1090 m) im Westen.

### Ortsteilgliederung
Es existieren keine weiteren Katastralgemeinden und Ortschaften außer Großstübing.

### Eingemeindungen
Im Zuge der steirischen Gemeindestrukturreform wurde die Gemeinde Großstübing am 1. Jänner 2015 mit der Marktgemeinde Deutschfeistritz fusioniert.

## Geschichte
Die Ortschaft Hundsdorf wird 1278 urkundlich erwähnt.
Die Ortsgemeinde als autonome Körperschaft entstand 1850. Nach der Annexion Österreichs 1938 kam die Gemeinde zum Reichsgau Steiermark, 1945 bis 1955 war sie Teil der britischen Besatzungszone in Österreich.
| 1869 | 664 | 1910 | 595 | 1951 | 519 | 1991 | 377 |
| 1880 | 675 | 1923 | 658 | 1961 | 432 | 2001 | 372 |
| 1890 | 681 | 1934 | 597 | 1971 | 407 | 2013 | 356 |
| 1900 | 601 | 1939 | 532 | 1981 | 374 |      |     |

## Wirtschaft und Infrastruktur
Großstübing liegt abseits der Hauptverkehrsstraßen. Diese sind talauswärts über die Nachbargemeinde Deutschfeistritz in circa 10 km zu erreichen: die Pyhrn Autobahn A 9 über den Knoten Deutschfeistritz (exit 165), die Brucker Schnellstraße S 35 und die Grazer Straße B 67.
Der nächstgelegene Bahnhof Stübing befindet sich in etwa 8 km Entfernung in Kleinstübing und bietet Zugang zur Österreichischen Südbahn mit stündlichen S-Bahn-Verbindungen nach Graz und Bruck an der Mur.
Der Flughafen Graz ist circa 40 km entfernt.

## Politik
Der letzte Bürgermeister war Franz Stampler.
Der Gemeinderat setzte sich nach den Wahlen von 2010 wie folgt zusammen:
6 ÖVP, 3 SPÖ

### Wappen der ehemaligen Gemeinde
Die Verleihung des ehemaligen Gemeindewappens erfolgte mit Wirkung vom 1. Juli 1986.
Blasonierung (Wappenbeschreibung):
„In Silber zwei grüne Schräglinksbalken und ein vom oberen Schildrand absteigender Stufenbalken von Rot und Silber.“

## Persönlichkeiten
- Franz Stampler (* 1953), Pädagoge, Bürgermeister und Abgeordneter zum Nationalrat